# Bahnstrecke Qingshui–Dongfeng
| Streckenlänge: | 236 km               |                                          |                                          |
| Spurweite: | 1435 mm (Normalspur) |                                          |                                          |
| Streckengeschwindigkeit: | 60 km/h              |                                          |                                          |
| |                      |                                          |                                          |
| \| \| \| Bahnstrecke Lanzhou–Xinjiang von Lanzhou \| \| \| \| \| Qingshui \| \| \| \| \| Qingshui West \| \| \| \| \| Bahnstrecke Lanzhou–Xinjiang nach Ürümqi \| \| \| \| \| Schnellfahrstrecke Lanzhou–Xinjiang \| \| \| \| \| Xiaheqing \| \| \| \| \| nach Industriegebiet \| \| \| \| \| Lianhuasi \| \| \| \| \| Shiquanzi \| \| \| \| \| Shiliangzi \| \| \| \| \| Bahnstrecke Jiuquan–Ejin \| \| \| \| \| Ejin-Fluss \| \| \| \| \| Shangyuan \| \| \| \| \| Bahnstrecke Jiuquan–Ejin \| \| \| \| \| weiter als Bahnstrecke Jiuquan–Ejin \| \| \| \| \| \| \| \| \| \| Dongfeng \| \| \| \| \| weiter als Bahnstrecke Jiuquan–Ejin \| \| \| \| \| Industriegebiet Dongfeng \| Militärbhf. \| \| \| \| Ejin-Fluss (Heihe) \| \| \| \| \| Kosmodrom Jiuquan \| Militärbhf. \| \| \| \| \| \| \| \| \| Weltraum-Startanlage \| Militärbhf. \| \| \| \| Industriegebiet Kosmodrom \| Militärbhf. \| \| \| \| Obstplantagen/Grüne Gärten \| Militärbhf. \| \| \| \| Saihan Toorai \| \| \| \| \| Bahnstrecke Jiayuguan–Ceke \| \| \| \| \| Jianguojing \| \| \| \| \| Bahnstrecke Jiayuguan–Ceke \| \| |                      |                                          |                                          |
| Strecke |                      | Bahnstrecke Lanzhou–Xinjiang von Lanzhou | Bahnstrecke Lanzhou–Xinjiang von Lanzhou |
| Bahnhof |                      | Qingshui                                 | Qingshui                                 |
| Bahnhof |                      | Qingshui West                            | Qingshui West                            |
| Abzweig ehemals geradeaus und nach links |                      | Bahnstrecke Lanzhou–Xinjiang nach Ürümqi | Bahnstrecke Lanzhou–Xinjiang nach Ürümqi |
| Kreuzung geradeaus unten (Strecke geradeaus außer Betrieb) |                      | Schnellfahrstrecke Lanzhou–Xinjiang      | Schnellfahrstrecke Lanzhou–Xinjiang      |
| Blockstelle (Strecke außer Betrieb) |                      | Xiaheqing                                | Xiaheqing                                |
| Abzweig geradeaus und von links (Strecke außer Betrieb) |                      | nach Industriegebiet                     | nach Industriegebiet                     |
| Blockstelle (Strecke außer Betrieb) |                      | Lianhuasi                                | Lianhuasi                                |
| Blockstelle (Strecke außer Betrieb) |                      | Shiquanzi                                | Shiquanzi                                |
| Blockstelle (Strecke außer Betrieb) |                      | Shiliangzi                               | Shiliangzi                               |
| Kreuzung geradeaus unten (Strecke geradeaus außer Betrieb) |                      | Bahnstrecke Jiuquan–Ejin                 | Bahnstrecke Jiuquan–Ejin                 |
| Brücke über Wasserlauf (Strecke außer Betrieb) |                      | Ejin-Fluss                               | Ejin-Fluss                               |
| Dienststation / Betriebs- oder Güterbahnhof (Strecke außer Betrieb) |                      | Shangyuan                                | Shangyuan                                |
| Abzweig ehemals geradeaus und von rechts |                      | Bahnstrecke Jiuquan–Ejin                 | Bahnstrecke Jiuquan–Ejin                 |
| |                      | weiter als Bahnstrecke Jiuquan–Ejin      |                                          |
| Abzweig geradeaus und nach links · Strecke von rechts |                      |                                          |                                          |
| Dienststation / Betriebs- oder Güterbahnhof |                      | Dongfeng                                 | Dongfeng                                 |
| Abzweig geradeaus und nach links |                      | weiter als Bahnstrecke Jiuquan–Ejin      | weiter als Bahnstrecke Jiuquan–Ejin      |
| Betriebsstelle Streckenanfang und quer · Abzweig geradeaus und nach rechts |                      | Industriegebiet Dongfeng                 | Militärbhf.                              |
| Brücke über Wasserlauf |                      | Ejin-Fluss (Heihe)                       | Ejin-Fluss (Heihe)                       |
| Dienststation / Betriebs- oder Güterbahnhof |                      | Kosmodrom Jiuquan                        | Militärbhf.                              |
| Strecke von links · Strecke nach rechts |                      |                                          |                                          |
| Abzweig geradeaus und nach links · Betriebsstelle Streckenende und quer |                      | Weltraum-Startanlage                     | Militärbhf.                              |
| Abzweig geradeaus und nach links · Betriebsstelle Streckenende und quer |                      | Industriegebiet Kosmodrom                | Militärbhf.                              |
| Betriebsstelle Streckenende |                      | Obstplantagen/Grüne Gärten               | Militärbhf.                              |
| |                      | Saihan Toorai                            |                                          |
| |                      | Bahnstrecke Jiayuguan–Ceke               |                                          |
| Blockstelle |                      | Jianguojing                              | Jianguojing                              |
| Strecke |                      | Bahnstrecke Jiayuguan–Ceke               | Bahnstrecke Jiayuguan–Ceke               |

Die Bahnstrecke Qingshui–Kosmodrom Jiuquan (chinesisch 清水东风铁路, auch genannt: Bahnstrecke Qingshui–Grüne Gärten, 清水绿园铁路, kurz: Qinglü-Bahn, 酒额线) war eine militärisch genutzte Bahnstrecke in den Provinzen Innere Mongolei und Gansu in der Volksrepublik China. Sie diente als militärische Bahnstrecke und transportierte auch Angehörige des Volksbefreiungsarmee. Sie wurde teils mit Personen- und Güterverkehr befahren. Sie verband den Bahnhof Qingshui in Gansu mit dem Güterbahnhof Kosmodrom Jiuquan im Ort Dongfeng im Ejin-Banner. Heutzutage ist nur noch der Abschnitt von Dongfeng zum Kosmodrom Jiuquan in Betrieb.
In standardchinesischer Sprache wird die Strecke auch als Qing-Grün-Bahn bezeichnet, was auf das Gütergleis in die Obstplantagen des Militärgeländes verweist. Dieser Name enthält den eigentlichen Zielort nicht. Die Eisenbahnlinie wurde vor der Öffentlichkeit jahrzehntelang geheim zu halten versucht. Bis ins Jahr 1999 war sie nicht in offiziellen Karten verzeichnet. Sie durchquerte die Badain-Jaran-Wüste.

## Streckenverlauf
In Qingshui bestand Anschluss an die Bahnstrecke Lanzhou–Xinjiang. Der Abschnitt von Shangyuan über Dongfeng sowie die frühere Verlängerung von Dongfeng nach Saihan Toorai wurden inzwischen umgewidmet. Sie zählen seit 2021 zur neu gebauten Bahnstrecke Jiuquan–Ejin. Der Streckenabschnitt von Dongfeng bis in die Obstplantagen des Kosmodrom Jiuquan ist nach wie vor Teil der Strecke. Nach dem Bahnhof Saihan Toorai mündet sie bei Jianguojing in die Bahnstrecke Jiayuguan–Ceke. Am 15. Dezember 2021 wurden der übrige Streckenabschnitt von Qingshui bis Shangyuan außer Betrieb genommen. Bis ins Jahr 2021 waren die Bahnhöfe nach den Streckenkilometern benannt.

## Bau
Die Bahnstrecke wurde in zwei Abschnitten erbaut. Die militärische Bahnstrecke von Qingshui bis zum Kosmodrom in Dongfeng wurde von 1958 bis 1959 gebaut. Sie wurde von 6.300 Soldaten errichtet. Diese Linie wurde im Januar 1960 eingeweiht und von der Volksbefreiungsarmee betrieben. Der Abschnitt von Dongfeng nach Saihan Toorai wurde als deren Erweiterung erbaut . Im Dezember 2021 wurden die Abschnitte von Shangyuan bis Saihan Toorai in die zivile Bahnstrecke Jiuquan–Ejin eingegliedert.

## Militärische Nutzung
Eine Besonderheit der Bahnstrecke ist, dass sie ausschließlich für militärische Zwecke gebaut wurde, und zwar zur Anbindung des Kosmodroms in Jiuquan. Die Linie unterstützte ab den 1960er Jahren das Programm zwei Bomben und ein Satellit und beförderte Bauteile und Forschungsgüter.
Die Strecke wurde bis 2021 von der Eisenbahnabteilung Dongfeng der Volksbefreiungsarmee betrieben. Nur diese Strecke wurde bis in die 2020er Jahre von der chinesischen Armee verwaltet. Sie diente dem Militär-, Güter- und Personenverkehr.

## Technische Daten
Die Spurweite betrug 1435 mm (Normalspur). Die Strecke war nicht elektrifiziert und wurde mit Dieselloks befahren.